# ジャスティン・グリム
ジャスティン・スコット・グリム（Justin Scott Grimm, 1988年8月16日 - ）は、アメリカ合衆国テネシー州サリバン郡ブリストル出身のプロ野球選手（投手）。右投右打。現在は、フリーエージェント（FA）。
愛称はリーパー（Reaper - 死神の意）。

## 経歴

### プロ入り前
2007年のMLBドラフト13巡目（全体414位）でボストン・レッドソックスから指名されたが契約せずにジョージア大学へ進学した。

### プロ入りとレンジャーズ時代
2010年のMLBドラフト5巡目（全体166位）でテキサス・レンジャーズから指名され、プロ入り。
2012年6月16日のヒューストン・アストロズ戦でメジャーデビューを果たし、6回を無四球、7奪三振、3失点で初勝利を記録した。この年は5試合に投げ、うち2試合で先発登板した。成績は1勝1敗、防御率9.00、WHIP1.79だった。マイナーではAA級フリスコ・ラフライダーズとAAA級ラウンドロック・エクスプレスの2球団に所属し、計28試合中22試合で先発登板。11勝6敗、防御率2.81、WHIP1.14という好成績で、メジャーへの足掛かりを作っていた。
2013年は先発陣の一角として17試合に投げたが、防御率6.37、WHIP1.65、89.0イニングで15被弾と打ち込まれた。ただ、勝ち運には恵まれて7勝（7敗）を挙げていた。

### カブス時代
2013年7月22日にマット・ガーザとのトレードで、マイク・オルト、カール・エドワーズ・ジュニア、後日発表選手と共にシカゴ・カブスへ移籍した。カブスではリリーフ専業となり、10試合で防御率2.00と好投したが2敗を喫した。同年の通算成績は、27試合の登板で7勝9敗、防御率5.97、FIP4.59という成績だった。
2014年3月3日にカブスと1年契約に合意した。この年はカブスリリーフ陣の中心的存在となり、ナショナルリーグ9位タイとなる73試合に登板。5勝2敗、防御率3.78、WHIP1.25、FIP3.20という好成績を叩き出し、大ブレイクした。
2015年は、前年の登板過多の影響で前腕部の炎症を発症し、開幕後約1ヵ月の間故障者リスト入りした。しかし、これが休養となって復帰後は好投し、最終的には62試合の登板で3勝5敗3セーブ、防御率1.99、奪三振率12.1という好成績を残した。防御率は、50試合以上に投げたカブスのリリーフ陣ではクローザーのヘクター・ロンドンに次ぐチーム2位・奪三振率は、役割関係なくチームトップの数値だった。
2016年は3年連続60試合以上となる68試合にリリーフ登板し、2勝1敗、防御率4.10、WHIP1.33、奪三振率11.1を記録した。三振奪取の面では2年連続10.0超の優秀な数値だったが、防御率やWHIPは悪化するなど、やや低調だった。
2017年は登板が50試合に大きく減少し、1勝2敗1セーブ、防御率5.53、WHIP1.34と前年以上に成績を落とした。
2018年3月15日に自由契約となった。

### ロイヤルズ時代
2018年3月18日にカンザスシティ・ロイヤルズと1年125万ドル+出来高最大30万ドルで契約を結んだ。シーズンでは16試合に登板して防御率13.50と振るわず、7月7日に自由契約となった。

### マリナーズ時代
2018年7月19日にシアトル・マリナーズとマイナー契約を結び、傘下のAAA級タコマ・レイニアーズへ配属された。9月1日にメジャー契約を結んでアクティブ・ロースター入りした。オフの10月31日にFAとなった。

### ドジャース傘下時代
2019年1月3日にクリーブランド・インディアンスとマイナー契約を結び、スプリングトレーニングに招待選手として参加することになった。3月22日にFAとなった。
その後、3月25日にロサンゼルス・ドジャースとマイナー契約を結んだ。シーズン開幕後は傘下のAAA級オクラホマシティ・ドジャースでプレーした。

### レッズ傘下時代
2020年7月21日にトレードで、シンシナティ・レッズへ移籍した。移籍後は傘下のAAA級ルイビル・バッツでプレーした。オフの11月4日にFAとなった。

### ブルワーズ時代
2019年12月4日にミルウォーキー・ブルワーズとマイナー契約を結び、2020年のスプリングトレーニングに招待選手として参加することになった。
2020年7月21日にメジャー契約を結んで40人枠入りした。8月28日にDFAとなり、9月1日に自由契約となった。

### ブルワーズ退団後
2021年4月6日にメキシカンリーグのグアダラハラ・マリアッチスと契約したが、公式戦に出場することなく退団した。
2021年5月7日にマリナーズとマイナー契約を結んだ。この年はAAA級タコマで45試合に登板して3勝1敗5セーブ3ホールドの成績を挙げたが、メジャー昇格機会はなかった。オフの11月7日にFAとなった。

### アスレチックス時代
2021年12月28日にオークランド・アスレチックスとマイナー契約を結んだ。
2022年4月7日にアスレチックスとメジャー契約を結び、開幕ロースターに選ばれた。シーズンでは開幕から15試合に登板していたが5月28日にDFAとなり、31日に自由契約となった。

## 詳細情報

### 年度別投手成績
| 年 度    | 球 団    | 登 板 | 先 発 | 完 投 | 完 封 | 無 四 球 | 勝 利 | 敗 戦 | セ 丨 ブ | ホ 丨 ル ド | 勝 率 | 打 者 | 投 球 回 | 被 安 打 | 被 本 塁 打 | 与 四 球 | 敬 遠 | 与 死 球 | 奪 三 振 | 暴 投 | ボ 丨 ク | 失 点 | 自 責 点 | 防 御 率 | W H I P |
| -------- | -------- | ----- | ----- | ----- | ----- | -------- | ----- | ----- | -------- | ----------- | ----- | ----- | -------- | -------- | ----------- | -------- | ----- | -------- | -------- | ----- | -------- | ----- | -------- | -------- | ------- |
| 2012     | TEX      | 5     | 2     | 0     | 0     | 0        | 1     | 1     | 0        | 0           | .500  | 65    | 14.0     | 22       | 1           | 3        | 0     | 0        | 13       | 3     | 0        | 14    | 14       | 9.00     | 1.79    |
| 2013     | TEX      | 17    | 17    | 0     | 0     | 0        | 7     | 7     | 0        | 0           | .500  | 406   | 89.0     | 116      | 15          | 31       | 1     | 1        | 68       | 4     | 0        | 67    | 63       | 6.37     | 1.65    |
| 2013     | CHC      | 10    | 0     | 0     | 0     | 0        | 0     | 2     | 0        | 3           | .000  | 36    | 9.0      | 4        | 0           | 3        | 0     | 1        | 8        | 0     | 0        | 3     | 2        | 2.00     | 0.78    |
| '13計    | CHC      | 27    | 17    | 0     | 0     | 0        | 7     | 9     | 0        | 3           | .438  | 442   | 98.0     | 120      | 15          | 34       | 1     | 2        | 76       | 4     | 0        | 70    | 65       | 5.97     | 1.57    |
| 2014     | CHC      | 73    | 0     | 0     | 0     | 0        | 5     | 2     | 0        | 11          | .714  | 292   | 69.0     | 59       | 4           | 27       | 2     | 4        | 70       | 8     | 0        | 32    | 29       | 3.78     | 1.25    |
| 2015     | CHC      | 62    | 0     | 0     | 0     | 0        | 3     | 5     | 3        | 15          | .375  | 204   | 49.2     | 31       | 4           | 26       | 1     | 1        | 67       | 8     | 0        | 18    | 11       | 1.99     | 1.15    |
| 2016     | CHC      | 68    | 0     | 0     | 0     | 0        | 2     | 1     | 0        | 10          | .667  | 225   | 52.2     | 47       | 5           | 23       | 2     | 1        | 65       | 7     | 0        | 24    | 24       | 4.10     | 1.33    |
| 2017     | CHC      | 50    | 0     | 0     | 0     | 0        | 1     | 2     | 1        | 4           | .333  | 232   | 55.1     | 47       | 12          | 27       | 0     | 1        | 59       | 4     | 1        | 34    | 34       | 5.53     | 1.34    |
| 2018     | KC       | 16    | 0     | 0     | 0     | 0        | 1     | 3     | 0        | 3           | .250  | 67    | 12.2     | 17       | 2           | 14       | 1     | 0        | 8        | 1     | 0        | 19    | 19       | 13.50    | 2.45    |
| 2018     | SEA      | 5     | 0     | 0     | 0     | 0        | 0     | 0     | 0        | 0           | ----  | 16    | 4.2      | 2        | 1           | 0        | 0     | 0        | 3        | 0     | 0        | 1     | 1        | 1.93     | 0.43    |
| '18計    | SEA      | 21    | 0     | 0     | 0     | 0        | 1     | 3     | 0        | 3           | .250  | 83    | 17.1     | 19       | 3           | 14       | 1     | 0        | 11       | 1     | 0        | 20    | 20       | 10.38    | 1.90    |
| 2020     | MIL      | 4     | 0     | 0     | 0     | 0        | 0     | 0     | 0        | 0           | .---  | 27    | 4.2      | 9        | 4           | 4        | 0     | 0        | 6        | 0     | 0        | 9     | 9        | 17.36    | 2.79    |
| 2022     | OAK      | 15    | 0     | 0     | 0     | 0        | 0     | 0     | 0        | 3           | .---  | 71    | 15.1     | 18       | 1           | 7        | 0     | 2        | 11       | 0     | 1        | 8     | 7        | 4.11     | 1.63    |
| MLB：9年 | MLB：9年 | 325   | 19    | 0     | 0     | 0        | 20    | 23    | 4        | 49          | .465  | 1641  | 376.0    | 372      | 49          | 165      | 7     | 11       | 378      | 35    | 2        | 229   | 213      | 5.10     | 1.43    |

- 2022年度シーズン終了時

### 背番号
- 51（2012年 - 2013年途中）
- 52（2013年途中 - 2018年7月6日、2020年）
- 54（2018年9月2日 - 同年終了）
- 46（2022年）